# داريل فوستر
داريل فوستر (بالإنجليزية: Darryl Foster)‏ هو كاهن أمريكي، ولد في 25 سبتمبر 1961 في كاميرون في الولايات المتحدة.

## وصلات خارجية
- الموقع الرسمي